# Hands (canción)
«Hands» es una canción del DJ sueco Mike Perry, la banda británica The Vamps y la cantante estadounidense Sabrina Carpenter. Se estrenó el 19 de mayo de 2017 por DF Records y Sony Music. Fue el tercer sencillo del tercer álbum de estudio de The Vamps, Night & Day (Night Edition) (2017). 

## Antecedentes
Es la primera vez que Carpenter usó malas palabras en una canción, la palabra "mierda" en uno de sus versos en la canción fue mal entendida. "Shirt" se escribió originalmente en la letra pero Carpenter cantó "shit" en su lugar, ya que ella no había visto la letra pero solo había escuchado la demo. James McVey de The Vamps solo le contó sobre la letra después de que se lanzó la canción. Cuando Carpenter le preguntó por qué la palabra era "camisa", McVey dijo: "Bueno, en el primer verso dice: 'deja caer ese vestido al piso', para que ella diga 'deja tu camisa en la puerta'".

## Composición
La canción fue escrita por Brad Simpson, Connor Ball, Tristan Evans, James McVey, George Tizzard, Rick Parkhouse, Samuel Preston, Rachel Furner, Mikael Persson, Dimitri Vangelis y Andreas Wiman, mientras que la producción fue llevada a cabo por Red Triangle, Persson, Vangelis y Wiman. Musicalmente es un tema deep house, pop y house tropical. El tema líricamente habla sobre pensar en una persona con la que quieres tener un contacto físico. La canción fue descrita como "optimista con energía inexplicable".

## Presentaciones en vivo
La canción fue interpretada por The Vamps en su Middle of the Night Tour, junto con Carpenter, que realizó una gira con ellos como telonera.

## Posicionamiento en listas
| Listas (2017)                             | Mejor posición |
| ----------------------------------------- | -------------- |
| Eslovaquia (Singles Digitál Top 100)      | 98             |
| República Checa (Singles Digitál Top 100) | 95             |
| Suecia (Sverigetopplistan)                | 70             |

## Historial de lanzamiento
| País   | Fecha              | Formato                     | Discográfica | Ref   |
| ------ | ------------------ | --------------------------- | ------------ | ----- |
| Varios | 19 de mayo de 2017 | Descarga digital, Streaming | DF, Sony     | [ 2 ] |